# Artelida holoxantha
Artelida holoxantha là một loài bọ cánh cứng trong họ Cerambycidae.